# Idarbach (Nahe)
Der Idarbach, auch die Idar genannt, ist ein 21,5 km langer, nordwestlicher und linker Zufluss der Nahe im rheinland-pfälzischen Landkreis Birkenfeld.

## Name
Die erste schriftliche Erwähnung fand im Jahr 897 (Hiedraha) statt. Der Name ist vorgermanisch und stammt vom vulgärlateinischen Flussnamen *ẹdrus (von *Idros) mit der Bedeutung 'der Anschwellende'. Vergleichbare Namen gibt es in Frankreich beispielsweise mit Yères (1045 Edera) oder Erre (11. Jh. Hedera).

## Geographie

### Verlauf
Der Idarbach entspringt im Hunsrück am Rand des Nationalparks Hunsrück-Hochwald und im Naturpark Saar-Hunsrück. Seine Quelle liegt im Gemeindegebiet von Allenbach an der Schnittstelle zwischen dem Schwarzwälder Hochwald und dem Idarwald nahe einem Bergsattel, der sich zwischen dem Erbeskopf, dem mit 816 m höchsten Berg von Rheinland-Pfalz, und seinem nordöstlichen Nachbarn Kahlheid (766 m) erstreckt.
In Quellnähe unterquert der Idarbach die Bundesstraße 269. Ab der auch in Quellnähe liegenden Kreuzung der B 269 mit dem Straßenzug Landesstraße 164–B 422 fließt der Bach bis zu seiner Mündung parallel zur B 422. Die ersten 10 km läuft er nach Nordosten durch die Gemeindegebiete von Wirschweiler und Sensweiler. Dann knickt der Idarbach nach Südosten ab und nimmt den vom Steinbachstausee heranfließenden Steinbach auf. Hiernach läuft er auf der Grenze von Sensweiler und Kempfeld ein kurzes Stück durch den Nationalpark Hunsrück-Hochwald. Dann durchquert der Bach das Gemeindegebiet von Kirschweiler.
Anschließend erreicht der Idarbach kurz vor dem Verlassen des Naturparks Saar-Hunsrück beim Ortsteil Tiefenstein das Stadtgebiet von Idar-Oberstein. Darin durchfließt er – seit den 1970er Jahren weitgehend kanalisiert – den Stadtteil Idar.
Im Stadtteil Oberstein mündet der Idarbach unterhalb der Bundesstraße 41 in die dort von Südwesten heranfließende Nahe.

### Zuflüsse
- Allenbach, von rechts, 0,5 km und 2,0 km²
- Ringelfloß, von rechts, 0,9 km und 0,8 km²
- Eulengraben, von rechts, 0,9 km und 0,9 km²
- Reichenbach, von links, 1,9 km und 1,7 km²
- Mühlengraben, von links in Allenbach, 1,2 km und 1,1 km²; geht kurz nach dem vorigen links ab
- Hohlbach, von links in Allenbach, 3,5 km und 5,3 km²
- (Bach am Allenbacher Sportplatz), von rechts nach Allenbach, 0,8 km und 0,5 km²
- Eitelbach, von links vor der Wirschweiler Mühle, 0,7 km und 0,4 km²
- Pfannenfelskopfbach, von rechts gegenüber der Wirschweiler Mühle, 1,3 km und 0,8 km²
- → (Abgang des Auwaldgrabens), nach rechts gleich nach dem vorigen
- Wirschweiler Bach, von links, 1,0 km und 0,3 km²
- Waldbach, von rechts in den Auwaldgraben, 0,5 km und 0,1 km²
- (Bach vom Ringkopf), von rechts in den Auwaldgraben, 1,2 km und 0,4 km²
- ← (Rücklauf des Auwaldgrabens), von rechts kurz vor dem nächsten, 0,9 km und 0,9 km²
- Klarebach, von links, 1,7 km und 2,1 km²
- (Bach im Kempfort), von rechts, 0,7 km und 0,7 km²
- Brühlbach, von links an den Sensweiler Mühlen, 0,9 km und 0,6 km²
- Waldbach, von rechts, 0,4 km und 0,3 km²
- Steinbach, von links bei Kempfeld-Katzenloch, 6,0 km und 23,7 km²; durchfließt die Steinbachtalsperre
- Fasnachtsbächel, von rechts wenig nach dem vorigen, 0,4 km und 0,3 km²
- (Auengraben), von rechts am Ortsanfang von Kirschweiler, 0,8 km und 0,6 km²
- (Bach am Sandkopf), von links in Kirschweiler, 1,0 km und 0,5 km²
- Scheidfloß, von rechts in Kirschweiler, 1,1 km und 1,5 km²
- Kirschweiler Mühlenbach, von links an der Kirschweiler Mühle, 1,2 km und 1,9 km²
- Diedesbach, von links in Idar-Oberstein-Tiefenstein, 1,0 km und 2,0 km²
- Tiefenbach, von rechts in Tiefenstein, 2,1 km und 2,8 km²
- Briesbach, von rechts in Tiefenstein, 1,4 km und 0,9 km²
- Gehölzgraben, von links bei Idar-Oberstein-Weiherschleife, 0,6 km und 0,6 km²
- Vollmersbach, von links in Idar-Oberstein, 10,4 km und 12,0 km²
- Göttenbach, von links in Idar-Oberstein, 1,6 km und 1,7 km²

## Sehenswürdigkeiten
- Erbeskopf (816 m)
- Schlosskirche Allenbach
- Steinbachtalsperre am Zufluss des Steinbachs
- Burgruine Wildenburg bei Kempfeld
- Edelsteinminen Steinkaulenberg
- Stausee vor der Weiherschleife
- Deutsches Edelsteinmuseum in Idar-Oberstein
- Felsenkirche Idar-Oberstein

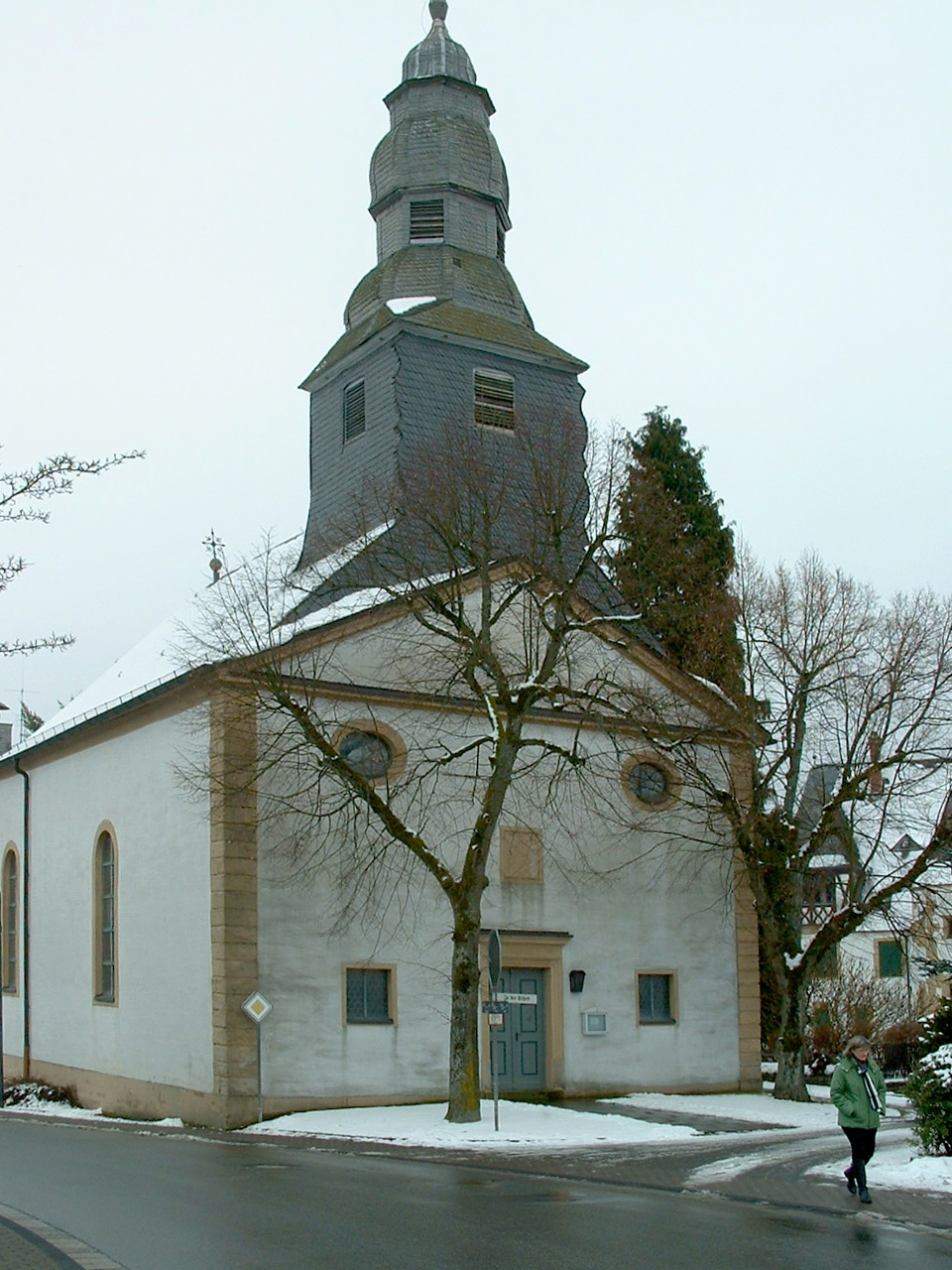
Schlosskirche Allenbach
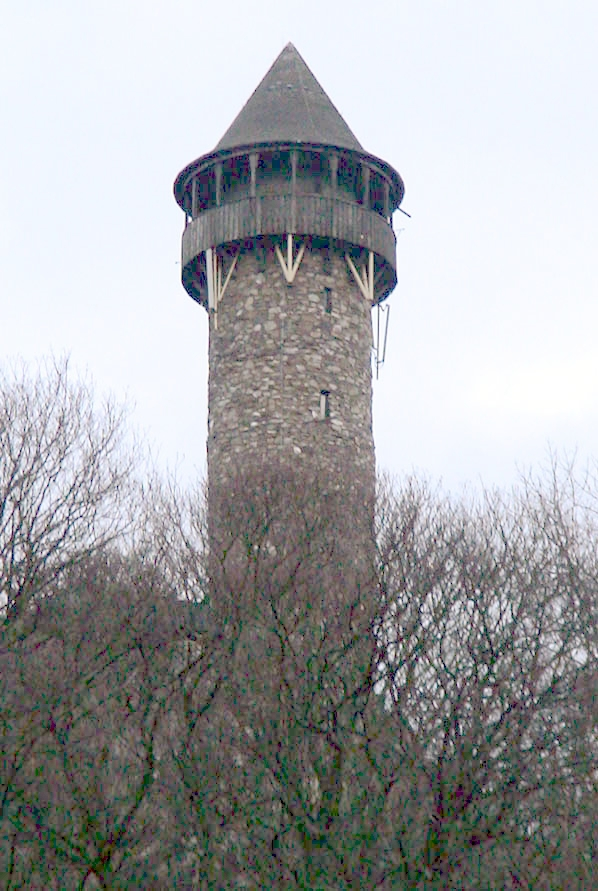
Aussichtsturm der Wildenburg
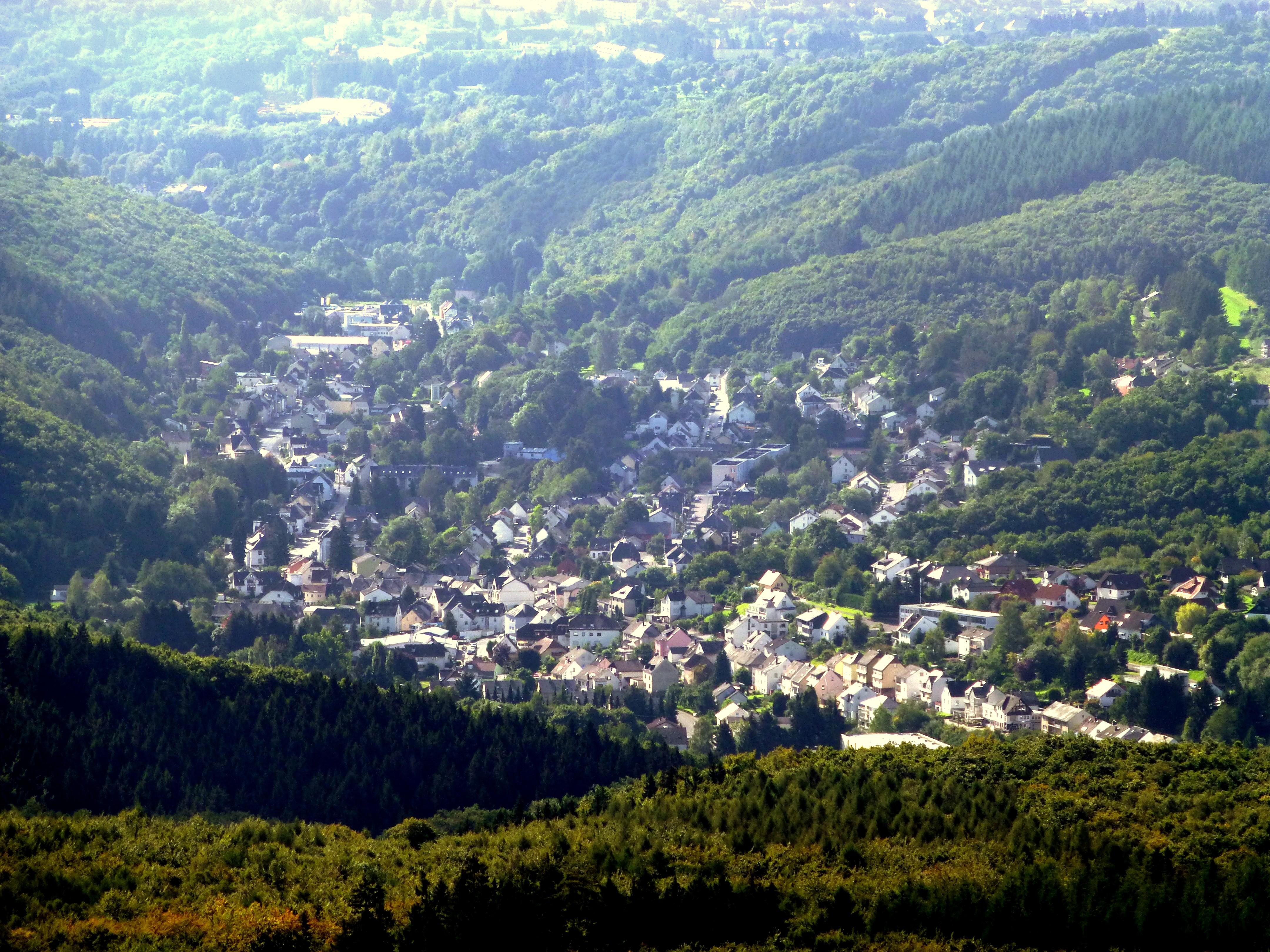
Blick von der Wildenburg hinunter nach Tiefenstein in der Bachaue
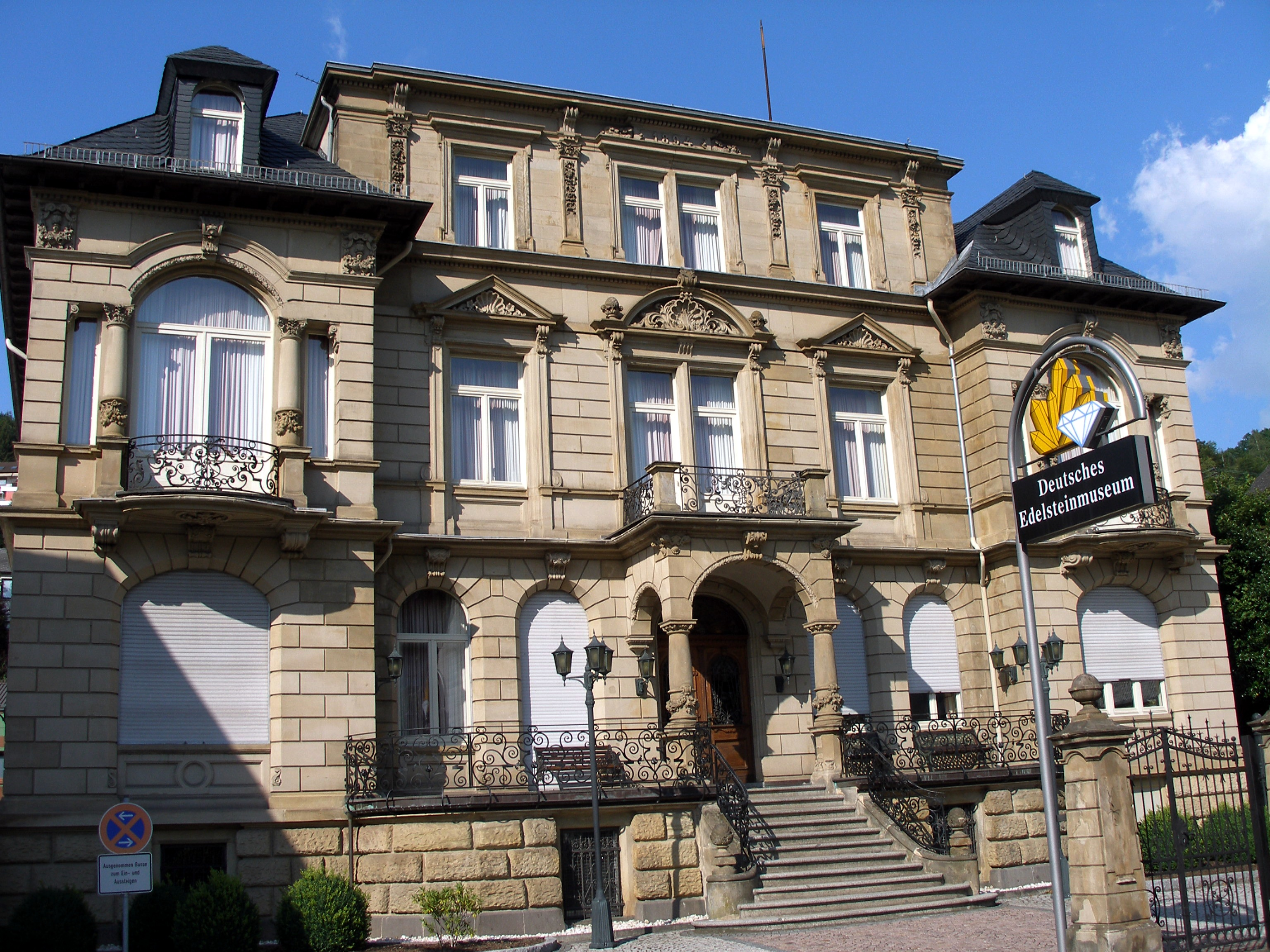
Deutsches Edelsteinmuseum in Idar-Oberstein
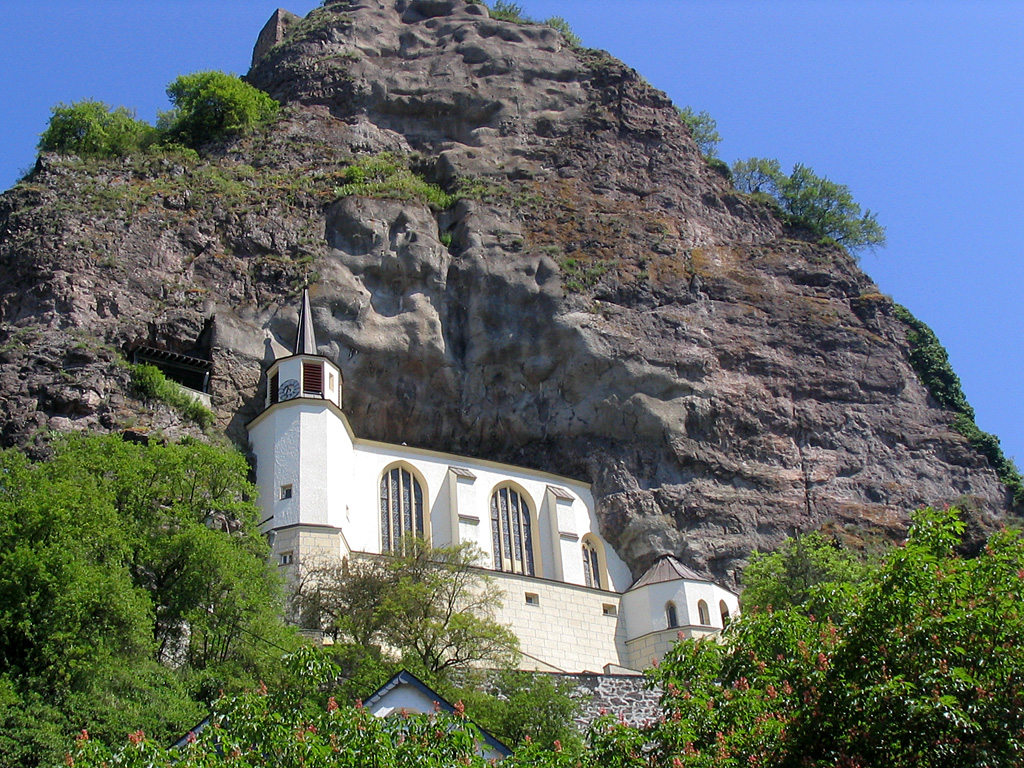
Felsenkirche in Idar-Oberstein